# Bernhoff Hansen
Bernhoff Otelius Hansen (Saltdal, 17 agosto 1877 – Smithtown, 22 dicembre 1950) è stato un lottatore norvegese naturalizzato statunitense.
Partecipò alle gare di lotta dei pesi massimi ai Giochi olimpici di Saint Louis 1904, dove riuscì a vincere la medaglia d'oro. La sua medaglia d'oro è attribuita agli Stati Uniti d'America.
Nel 2012, alcuni storici norvegesi scoprirono che Hansen era definito "alieno" ("straniero") fino al 1925 e non si sa se ricevette mai la cittadinanza statunitense. Gli storici iniziarono una petizione per chiedere al CIO che la sua medaglia venisse attribuita alla Norvegia.